# Système de surveillance des attaques contre les soins de santé
Le Système de Surveillance des Attaques contre les soins de santé (SSA) (en anglais : Surveillance system for attacks on health care)  est un dispositif de collecte de données mondial sur les agressions perpétrées pendant les conflits armés contre le secteur de la santé. Il s'agit d'un mécanisme de surveillance indépendant créé en 2012 par l’Organisation mondiale de la santé. Son objectif de réduire les menaces qui pèsent sur les professionnels de la santé, les transports sanitaires, les hôpitaux, et les patients lors des crises humanitaires, et à terme de protéger ce secteur vital dans les situations d'urgence. Le Système de Surveillance des Attaques postule que les soins et secours devraient pouvoir être assurés à toutes les personnes qui en ont besoin, en tout temps.

## Création
Les États membres de l’Organisation mondiale de la santé (OMS) réunis lors de l'Assemblée mondiale de la Santé ont demandé en 2011 la mise au place d'un Système de surveillance des attaques contre les soins de santé (SSA), visant à «  documenter la nature et l’ampleur des attaques contre les soins de santé ». Le but est de favoriser un plus grand respect du droit international humanitaire, de plus en plus ouvertement bafoué dans les guerres contemporaines, par exemple lors des bombardements russes contre des hôpitaux en Syrie.  
Un rapport du CICR en 2011 vient étayer cette demande des États ; fondé sur l'étude des attaques contre les systèmes de santé dans 16 pays, il montre qu'elles sont en augmentation, et qu'elles proviennent aussi bien des États que des groupes non étatiques.

## Fonctionnement
Le SSA collecte des informations sur les attaques contre les soins de santé en faisant appel à un certain nombre de sources locales : d'une part, les représentants de l'OMS dans les pays, d'autre part, des organisations de santé dans les pays, des ONG qui œuvrent sur place et plus largement « le réseau mondial de collecte d'informations et les partenariats institutionnels de l'OMS ».
En 2021 une étude parue dans la revue Health Human Rights estime que dans un contexte d'impunité où les attaques contre les soins de santé sont condamnées verbalement au nom du droit international humanitaire, puis oubliées, et où de telles attaques se succèdent sans réaction notable - par exemple à Gaza -, le mandat assigné au SSA est trop limité et ne change pas fondamentalement la donne. Selon Benjamin Mason Meier et ses collègues, auteurs de cette étude, le SSA devrait avoir des prérogatives plus étendues, mais cette extension de son rôle se heurte à des obstacles politiques.
En 2022, un article paru dans la revue Lancet souligne les insuffisances du Système de Surveillance des Attaques lors de la guerre dans le nord de l’Éthiopie au cours de laquelle le Front de libération du peuple du Tigré lance une offensive contre les bases de l’armée fédérale éthiopienne dans la région du Tigré le 4 novembre 2021. L'étude estime que des millions de personnes ont été abandonnées à leur sort, sans soin, du fait d'une réaction trop faible de l'OMS et du SSA.